# یوزف شواب-مالوسترانسکی
یوزف شواب-مالوسترانسکی (چچنی: Josef Šváb-Malostranský؛ ۱۶ مارس ۱۸۶۰ – ۳۰ اکتبر ۱۹۳۲) کارگردان فیلم، نویسنده، هنرپیشه، نمایش‌نامه‌نویس، و فیلم‌نامه‌نویس اهل جمهوری چک بود.